# Chionaema tricolor
Chionaema tricolor là một loài bướm đêm thuộc phân họ Arctiinae, họ Erebidae.